# Повес, Мария Хосе
Мари́я Хосе́ По́вес Нове́лья (исп. María José Poves Novella; род. 16 марта 1978, Сарагоса) — испанская легкоатлетка, специалистка по спортивной ходьбе. Выступала за сборную Испании по лёгкой атлетике в период 2004—2016 годов, победительница Кубка Европы, серебряная призёрка Кубка мира, многократная победительница национальных первенств, участница двух летних Олимпийских игр.

## Биография
Мария Хосе Повес родилась 16 марта 1978 года в Сарагосе. Проходила подготовку в местном легкоатлетическом клубе Simply Scorpio 71.
В 2004 году вошла в основной состав испанской национальной сборной и выступила на Кубке мира в немецком Наумбурге, где в ходьбе на 20 км заняла 33 место. Год спустя побывала на чемпионате мира по лёгкой атлетике в Хельсинки, расположившись в той же дисциплине на 28 строке.
На домашнем Кубке мира по спортивной ходьбе 2006 года в Ла-Корунье показала на финише 18 результат, тогда как на чемпионате Европы в Гётеборге была 19-й.
В 2007 году отметилась выступлением на мировом первенстве в Осаке, где стала двенадцатой. Выиграл бронзовую медаль в командном зачёте на Кубке Европы в Ройал-Лемингтон-Спа.
Благодаря череде удачных выступлений Повес удостоилась права защищать честь страны на летних Олимпийских играх 2008 года в Пекине — преодолела двадцатикилометровую дистанцию за 1:30:52 и тем самым разместилась в итоговом протоколе соревнований на 17 строке. Также в этом сезоне стала восьмой на Кубке мира в Чебоксарах.
В 2010 году соревновалась на Кубке мира в Чиуауа, на дистанции 20 км закрыла десятку сильнейших в личном первенстве, в командном же получила серебро.
На Кубке Европы 2011 года Ольяне Мария Повес финишировала восьмой в личном зачёте и завоевала серебряную медаль в командном (впоследствии в связи с допинговой дисквалификацией одной из российских спортсменок испанки переместились в общем зачёте на первое место). При этом на мировом первенстве в Тэгу Повес не финишировала из-за дисквалификации.
В 2012 году выиграла награду бронзового достоинства на Кубке мира в Саранске, уступив на финише только россиянкам Елене Лашмановой и Ольге Каниськиной (позже результаты Каниськиной были аннулированы из-за допинга, и Повес переместилась на вторую позицию). Находясь в числе лидеров команды Испании, благополучно прошла квалификацию на Олимпийские игры в Лондоне — на сей раз в заходе на 20 км заняла итоговое 12 место. Кроме того, в этом сезоне на соревнованиях в Понтеведре преодолела 20-километровую дистанцию за 1:28:15 и установила тем самым свой личный рекорд в данной дисциплине.
После лондонской Олимпиады Мария Хосе Повес осталась в основном составе испанской национальной сборной и продолжила принимать участие в крупнейших международных соревнованиях. Так, в 2014 году она стартовала на Кубке мира в Тайцане, где на дистанции 20 км заняла 15 место. В следующем сезоне стала десятой на чемпионате мира в Пекине, в то время как на Кубке Европы в Мурсии показала восемнадцатый результат в личном зачёте и пятый результат в командном зачёте.
Пыталась пройти отбор на Олимпиаду 2016 года в Рио-де-Жанейро, но не смогла этого сделать и вскоре приняла решение завершить спортивную карьеру.